# Liste der Nationalstraßen in Südafrika

Karte der Nationalstraßen

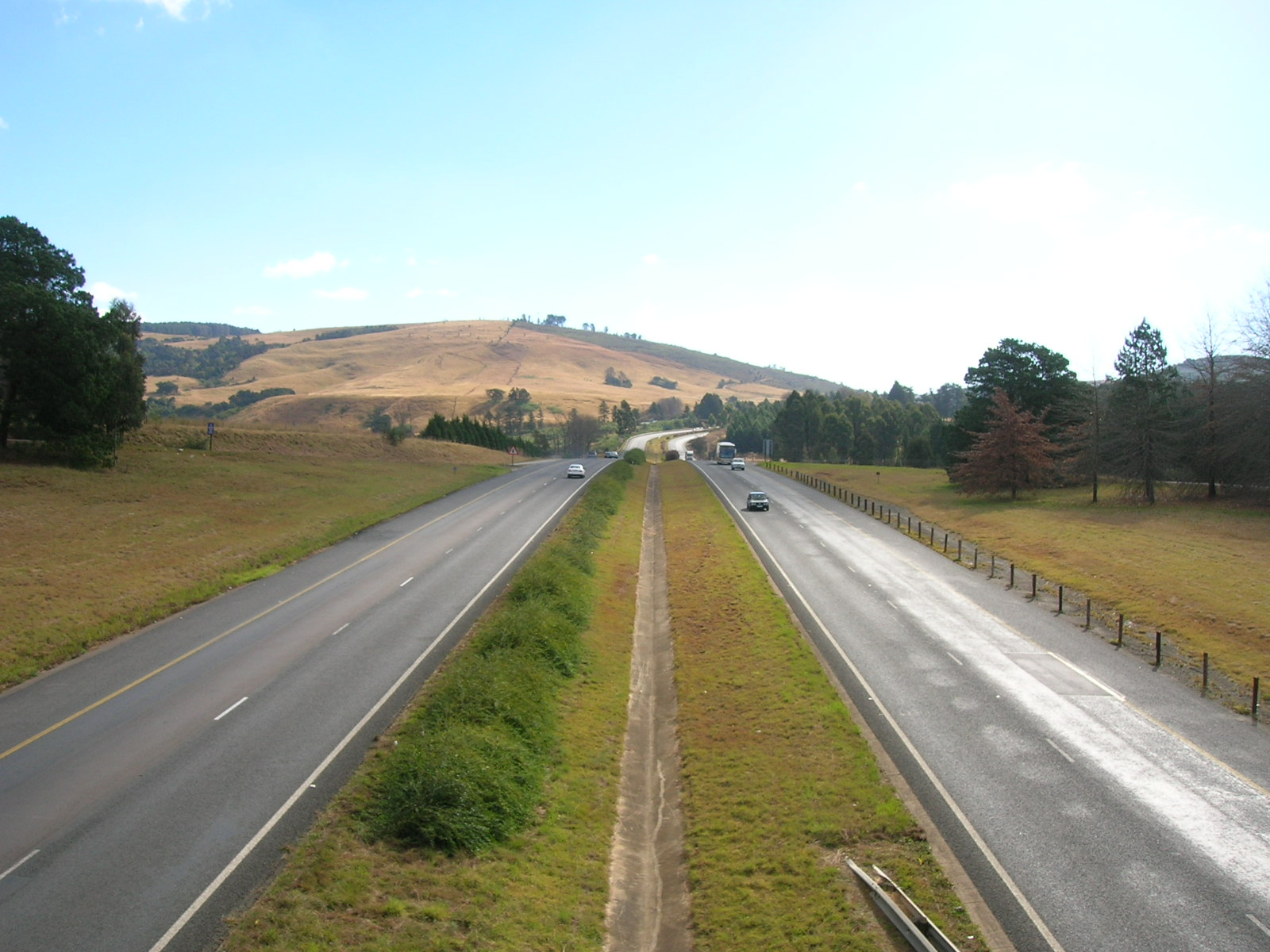
Streckenabschnitt der N3, zweispuriger Ausbau in beiden Richtungsfahrbahnen

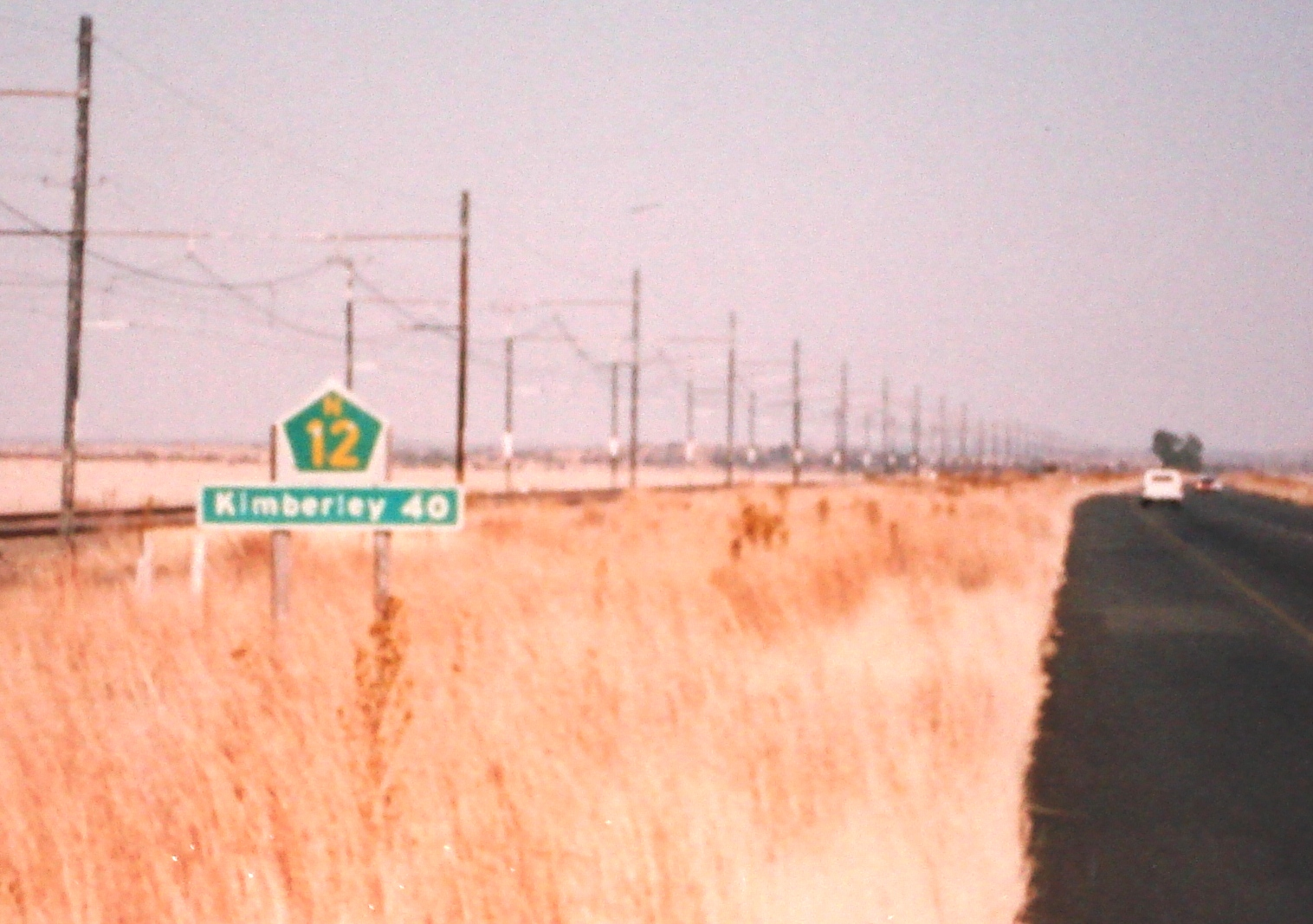
Fünfeckiges Straßenschild der Nationalstraße N12

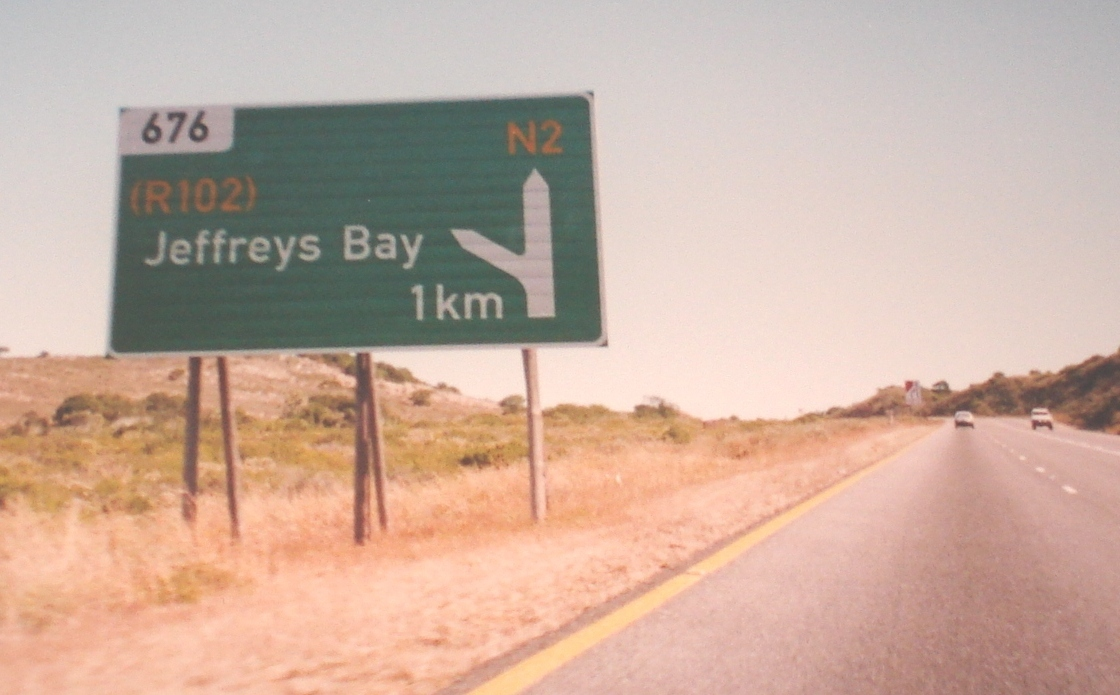
Straßenschild an der Nationalstraße N2 (bei Jeffreys Bay)

Das Netz der Nationalstraßen in Südafrika (englisch: National Roads) durchzieht das gesamte Südafrika und verbindet alle größeren Städte miteinander. Die Straßen sind in der Regel mit einem „N“ und der jeweiligen Nummer der Nationalstraße in einem grünen Fünfeck gekennzeichnet und gut ausgeschildert. Einige Abschnitte mancher Nationalstraßen sind mautpflichtig (N1, N2, N3, N4, N12, N17).

## Zuständigkeit
Für das System der Nationalstraßen und der anderen öffentlichen Straßen ist die staatliche Agentur SANRAL (South African National Roads Agency Limited) mit Sitz in Pretoria zuständig. Sie liegt in der fachlichen Zuständigkeit des Südafrikanischen Transportministeriums.

## Nationalstraßen
| Kurz | Name | Verlauf | Länge   |
| ---- | ---- | --- | ------- |
| N1   | N1   | Kapstadt – Bloemfontein – Johannesburg – Pretoria – Polokwane – Musina – Beitbridge – Grenze – nach Simbabwe | 1929 km |
| N2   | N2   | Kapstadt – East London – Port Shepstone – Durban – Piet Retief – Ermelo | 2190 km |
| N3   | N3   | Johannesburg – Pietermaritzburg – Durban | 0570 km |
| N4   | N4   | A1A2 Grenze nach Botswana – Skilpadshek – Rustenburg – Pretoria (in der Region um Pretoria teilt sich die N4 in eine N4-South (die durch die Innenstadt von Pretoria führt) und eine N4-North) – eMalahleni – Mbombela (südlich am Kruger-Nationalpark vorbei) – Komatipoort – Grenze – nach Mosambik weiter als EN4 | 0718 km |
| N5   | N5   | Winburg – Bethlehem – Harrismith | 0229 km |
| N6   | N6   | East London – Cathcart – Queenstown – Bloemfontein | 0559 km |
| N7   | N7   | Kapstadt – Springbok – Vioolsdrif – Grenze – nach Namibia weiter als | 0677 km |
| N8   | N8   | Groblershoop – Kimberley – Bloemfontein – Maseru Bridge – Grenze – nach Lesotho | 0700 km |
| N9   | N9   | George – Graaff-Reinet – Colesberg | 0532 km |
| N10  | N10  | Ncanaha (bei Gqeberha) – Middelburg – De Aar – Prieska – Upington – Nakop – Grenze – nach Namibia weiter als | 1048 km |
| N11  | N11  | Ladysmith – Volksrust – Ermelo – Polokwane – Groblers Bridge – Grenze – nach Botswana | 0788 km |
| N12  | N12  | George – Oudtshoorn – Kimberley – Potchefstroom – Johannesburg – Germiston – Benoni – eMalahleni | 1353 km |
| N14  | N14  | Springbok – Upington – Kuruman – Vryburg – Krugersdorp – Centurion – Pretoria | 1195 km |
| N17  | N17  | Soweto – Springs – Bethal – Ermelo – Oshoek – Grenze – nach Eswatini | 0338 km |
| N18  | N18  | Warrenton – Vryburg – Mahikeng – Ramatlabama – Grenze – nach Botswana | 0318 km |

## Regionalstraßen 21–99
| Kurz | Name | Verlauf | Länge   |
| ---- | ---- | --- | ------- |
| R21  | R21  | Pretoria – Boksburg | 070 km  |
| R22  | R22  | Hluhluwe – Mbazwana – Kwangwanase – Kosi Bay – Grenze zu Mosambik                                                                      | 0164 km |
| R23  | R23  | Kempton Park – Benoni – Heidelberg – Standerton – Volksrust                                                                            | 0250 km |
| R24  | R24  | Rustenburg – Magaliesburg – Krugersdorp – Johannesburg – Flughafen Johannesburg                                                        | 0150 km |
| R25  | R25  | Johannesburg – Kempton Park – Bronkhorstspruit – Groblersdal                                                                           | 0197 km |
| R26  | R26  | Rouxville – Zastron – Ladybrand – Ficksburg – Bethlehem – Villiers                                                                     | 0492 km |
| R27  | R27  | Kapstadt – Milnerton – Melkbosstrand – Velddrif – unterbrochen – Vredendal – Vanrhynsdorp – Calvinia – Kenhardt – Keimoes (– Upington) | 0856 km |
| R28  | R28  | Krugersdorp – Randfontein – Vereeniging                                                                                                | 0100 km |
| R29  | R29  | Johannesburg – Germiston – Boksburg – Benoni – Springs – Leandra                                                                       | 0100 km |
| R30  | R30  | Bloemfontein – Welkom – Klerksdorp – Ventersdorp – Rustenburg                                                                          | 0470 km |
| R31  | R31  | Grenze nach Namibia – Rietfontein – Hotazel – Kuruman – Barkly West – Kimberley                                                        | 0635 km |
| R33  | R33  | Lephalale – Modimolle – Groblersdal – eMakhazeni – Piet Retief – Vryheid – Dundee – Greytown – Pietermaritzburg                        | 0994 km |
| R34  | R34  | Vryburg – Bloemhof – Odendaalsrus – Kroonstad – Heilbron – Newcastle – Vryheid – Melmoth – Empangeni – Richards Bay                    | 0974 km |
| R35  | R35  | Middelburg – Bethal – Amersfoort | 0163 km |
| R36  | R36  | (Louis Trichardt) – Tzaneen – Mashishing – eNtokozweni – Ermelo                                                                        | 0450 km |
| R37  | R37  | Polokwane – Mashishing – Mbombela | 0302 km |
| R38  | R38  | Standerton – Bethal – Carolina – Barberton – Kaapmuiden                                                                                | 0323 km |
| R39  | R39  | Standerton – Ermelo | 092 km  |
| R40  | R40  | Phalaborwa – Hoedspruit – Hazyview – Mbombela – Barberton – Grenze nach Eswatini                                                       | 0308 km |
| R41  | R41  | Randfontein – Roodepoort – Johannesburg                                                                                                | 040 km  |
| R42  | R42  | Vanderbijlpark – Vereeniging – Heidelberg – Delmas – Bronkhorstspruit                                                                  | 0175 km |
| R43  | R43  | Ceres – Worcester – Villiersdorp – Hermanus – Gansbaai                                                                                 | 0215 km |
| R44  | R44  | Piketberg – Porterville – Wellington – Stellenbosch – Somerset West – Kleinmond                                                        | 0220 km |
| R45  | R45  | Saldanha – Vredenburg – Malmesbury – Paarl – Franschhoek – Villiersdorp                                                                | 0222 km |
| R46  | R46  | Malmesbury – Tulbagh – Ceres – Touwsrivier                                                                                             | 0170 km |
| R47  | R47  | Mahikeng – Zeerust – Grenze nach Botswana nahe Gaborone                                                                                | 0180 km |
| R48  | R48  | De Aar – Luckhoff – Petrusburg | 0250 km |
| R50  | R50  | Pretoria – Delmas – Standerton | 0195 km |
| R51  | R51  | Bapsfontein – Springs – Balfour – (Villiers)                                                                                           | 0140 km |
| R52  | R52  | Sannieshof – Lichtenburg – Rustenburg                                                                                                  | 0190 km |
| R53  | R53  | Swartruggens – Ventersdorp – Potchefstroom – Parys                                                                                     | 0195 km |
| R54  | R54  | Potchefstroom – Vereeniging – Villiers                                                                                                 | 0175 km |
| R55  | R55  | Pretoria – Centurion – Sandton | 050 km  |
| R56  | R56  | Middelburg – Molteno – Nqanqarhu – Kokstad – Pietermaritzburg                                                                          | 0767 km |
| R57  | R57  | Vanderbijlpark – Sasolburg – Heilbron – Reitz – Phuthaditjhaba                                                                         | 0255 km |
| R58  | R58  | Colesberg – Aliwal North – Barkly East – Elliot                                                                                        | 0361 km |
| R59  | R59  | Dealesville – Bothaville – Parys – Sasolburg – Vereeniging – Alberton                                                                  | 0456 km |
| R60  | R60  | Worcester – Robertson – Ashton – Swellendam                                                                                            | 0116 km |
| R61  | R61  | Beaufort West – Graaff-Reinet – Cradock – Queenstown – Mthatha – Bizana – Port Shepstone                                               | 1037 km |
| R62  | R62  | Ashton – Ladismith – Oudtshoorn – Joubertina – Humansdorp                                                                              | 0530 km |
| R63  | R63  | Calvinia – Victoria West – Graaff-Reinet – Somerset East – Qonce – Komga                                                               | 0960 km |
| R64  | R64  | Kimberley – Dealesville – Bloemfontein                                                                                                 | 0179 km |
| R65  | R65  | Ermelo – Amsterdam – Sandlane – Grenze nach Eswatini                                                                                   | 093 km  |
| R66  | R66  | KwaGingindlovu – Eshowe – Ulundi – Pongola                                                                                             | 0250 km |
| R67  | R67  | Port Alfred – Makhanda – Queenstown, über den Ecca-Pass                                                                                | 0275 km |
| R68  | R68  | Melmoth – Dundee – Glencoe | 0186 km |
| R69  | R69  | Vryheid – Louwsburg – Mkuze | 0164 km |
| R70  | R70  | Odendaalsrus – Ventersburg – Senekal – Ficksburg                                                                                       | 0195 km |
| R71  | R71  | Polokwane – Tzaneen – Phalaborwa | 0210 km |
| R72  | R72  | Gqeberha – Port Alfred – East London                                                                                                   | 0235 km |
| R73  | R73  | Welkom – Winburg | 083 km  |
| R74  | R74  | Harrismith – Bergville – Colenso – Greytown – KwaDukuza                                                                                | 0347 km |
| R75  | R75  | Graaff-Reinet – Jansenville – Kariega – Gqeberha                                                                                       | 0255 km |
| R76  | R76  | Orkney – Kroonstad – Bethlehem | 0240 km |
| R80  | R80  | Pretoria – Soshanguve | 034 km  |
| R81  | R81  | Polokwane – Giyani – Thohoyandou | 0220 km |
| R82  | R82  | Johannesburg – Vereeniging – Sasolburg – Kroonstad                                                                                     | 0208 km |